# Marseillan (Hérault)
Marseillan – miejscowość i gmina we Francji, w regionie Oksytania, w departamencie Hérault.
Według danych na rok 1990 gminę zamieszkiwało 4950 osób, a gęstość zaludnienia wynosiła 96 osób/km² (wśród 1545 gmin Langwedocji-Roussillon Marseillan plasuje się na 65. miejscu pod względem liczby ludności, natomiast pod względem powierzchni na miejscu 53.).